# Barrio Villamil

## Historia
El antiguo callejón Villamil, cerca del llamado El Conchero, al sur de Guayaquil, que luego ensanchó el Municipio para mejorar el tráfico vehicular, se lo conoció popularmente en épocas preteridas como el ‘barrio de los marineros’.
Esa denominación se dio porque por él deambulaban los tripulantes franceses, ingleses, holandeses, de galeones a vela de todo el mundo, surtos en la isla Puná o en la ría Guayas, que desembarcaban por los muelles de mangle y balsa  de la Calle de la Orilla o Malecón actual, y frecuentaban sus numerosas tabernas y fondas para apurar un trago de fuerte licor que mitigara sus nostalgias de ultramar, al son de una guitarra o un acordeón.
Buenas broncas de tahures y malandrines en esa pintoresca callejuela de Guayaquil de antaño, hasta avanzado el siglo XIX y comienzos del XX, se sucedieron en esa zona de bohemia. En el Barrio de Villamil, que por 1820 se llamó Barrio del Porvenir, estaban el depósito de aceite de ballena para encender las farolas nocturnas de alumbrado público, la señorial Casa de las Cien Ventanas, del prócer general Guillermo Bodero y Franco, el tradicional Portal de las Hermanas Morán, muy próximo a El Conchero y la histórica La Tahona, mencionada en la revolución del 9 de Octubre.
Además de ello la Batería de San Carlos y el Estero de Saraguro, entre antiguas casas de madera, caña y tejas de esos años, en los actuales callejones Mejía, Abdón Calderón, Gutiérrez, General Franco y Alberto Reyna.
Entre callejón Franco y Gutiérrez existía el llamado callejón del Diablo, en el cual existía una cruz de madera. Adoptó el nombre de Villamil, debido a que el prócer de octubre falleció en una de las casas que pertenecía a una de sus hijas. La calle Mejía, también se conoció como calle del Arzobispo, porque en este lugar se encontraba la casa del segundo arzobispo de Quito y primer Obispo de Guayaquil Francisco Garaicoa y Llaguno. La Tahona que era una enorme casa se encontraba donde hoy están las antiguas instalaciones del Hotel Humboldt. Callejón Franco, es en honor al militar Guillermo Franco, quien tenía una enorme casa que daba hacia la actual calle Eloy Alfaro frente a la Iglesia de San Alejo.
El irlandés Thomas Nungent, quien sembró la variante arábiga del café en sus tierras en Samborondón, tuvo su casa en este barrio.

## Ilustres habitantes
- Guillermo Bodero y Franco
- José de Villamil